# Panayrynkenæb
Panayrynkenæb (latin: Aceros waldeni) er en næsehornsfugl, der lever på Filippinerne.